# Annales du service des antiquités de l'Égypte
Pour les articles homonymes, voir Annales (homonymie).
Les Annales du service des antiquités de l'Égypte sont publiées de manière irrégulière par le Conseil suprême des Antiquités égyptiennes (CSA) depuis 1900.
Les recueils des années 1903 et 1908 sont illustrés de photographies prises par le studio Berthaud.